# Waldschäden

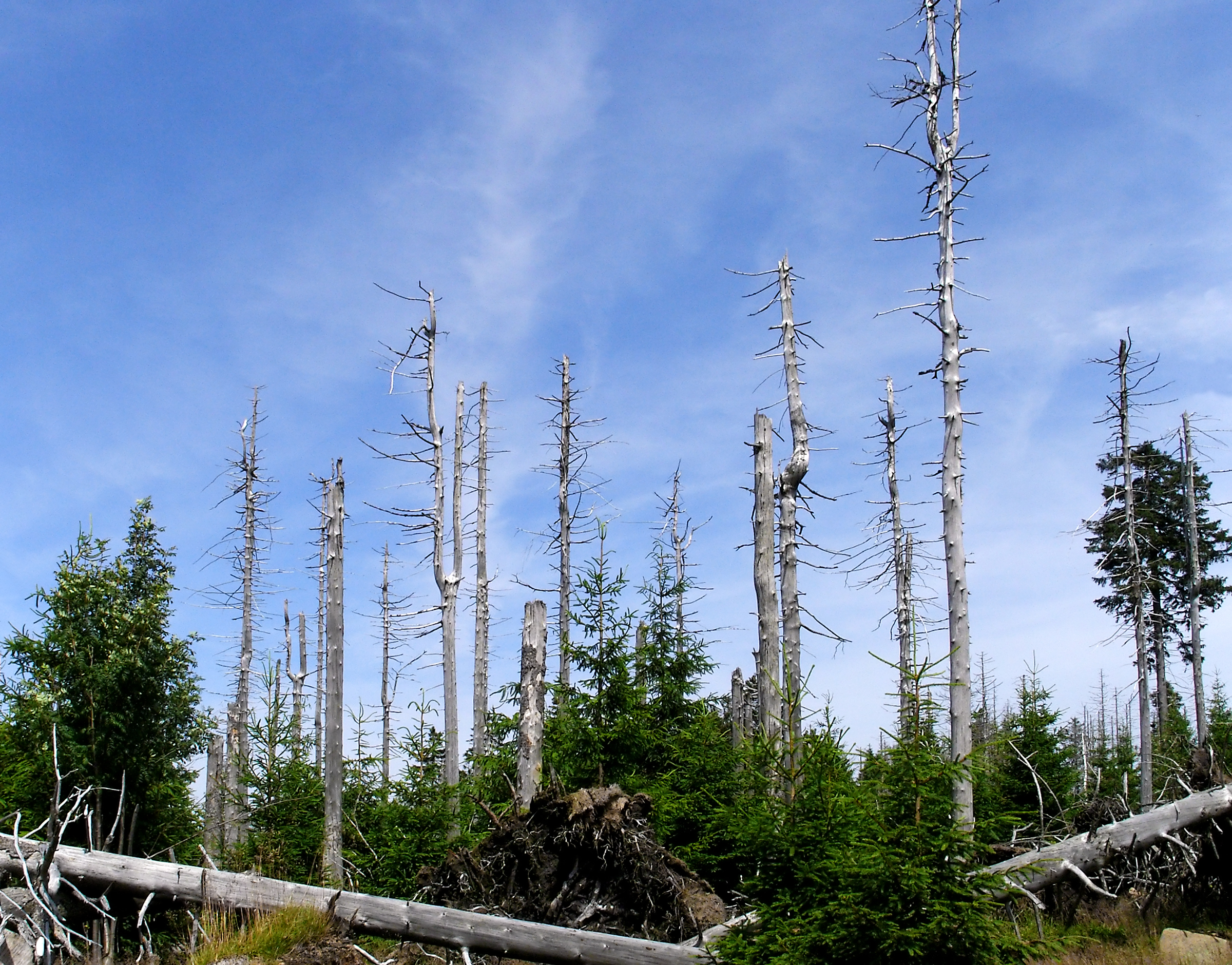
Waldschäden – die Ursachen sind vielfältig

Waldschäden ist eine Bezeichnung für die Schädigung und Gefährdung von Baumbeständen durch Veränderungen der Standortbedingungen oder Schadensereignisse, welche die Widerstandskraft und Anpassungsfähigkeit der Bäume überfordern. Sie fördern die Anfälligkeit von Krankheiten und können zum Absterben der Bäume bis hin zur großflächigen Entwaldung führen.
Diese überwiegend im Ökosystem Wald ablaufenden Vorgänge werden aus ökonomischer Sicht als Schäden bezeichnet, wenn sie den Holzertrag schmälern, die Bewirtschaftung des Waldes, die Funktionen des Waldes oder andere, vornehmlich anthropozentrische Bewertungen wie Landschaftsbild und Naturästhetik beeinträchtigen. Als letzte Folge von Waldschäden treten Großkahlflächen in Erscheinung. Je mehr ein Wald unter menschlichem Einfluss steht (Monokulturen, Altersklassenwald, nicht standortgerechte Artenwahl, Übernutzung u. ä.), desto geringer ist in der Regel die Biodiversität und Widerstandskraft des Ökosystems, sodass die Risiken von Waldschäden deutlich größer werden. Urwälder und naturnah bewirtschaftete Wälder sind vielfach weniger anfällig (wenngleich etwa Immissionsschäden oder Bodenveränderungen auch Naturwälder gleichermaßen oder zum Teil sogar stärker schädigen) als Forste. Daher spricht man auch von Forstschäden.
Mit dem Begriff Waldkrankheiten werden im engeren Sinne Baumkrankheiten bezeichnet. Häufig wird er aber auch als Synonym für Waldschäden benutzt. Fritz Schwerdtfeger begründet in seinem Standardwerk Waldkrankheiten die Gleichsetzung damit, dass dieses der Fall wäre, „wenn wir den Krankheitsbegriff ökologisch auffassen und ihn auf die Lebensgemeinschaft beziehen. Die Daseinsbedrohung besteht dann in einer Störung des Beziehungsgefüges.“ Ein Schaden an der Ökologie ist unter anderem die Eliminierung einer Art aus einem Ökosystem, wie beispielsweise die der Ulmen im Zuge des „Ulmensterbens“. Die wirtschaftliche Bewertung solcher Schäden kann nur indirekt und mit großen Unsicherheiten hergeleitet werden.

## Erscheinungsformen
Waldschäden werden danach unterschieden, ob sie natürlichen Ursprungs sind (Waldschäden im traditionellen Sinn), oder direkt oder indirekt durch den Menschen verursacht werden. Es gibt auch neuartige Waldschäden, die seit Ende der 1970er Jahre in Erscheinung traten, und die man – vermutlich – als Komplexerkrankung auf unterschiedliche Ursachen zurückführen kann („Waldsterben“).
Siehe auch: Baumbruch – Sichtweise auf den einzelnen Baum, nicht das Waldgefüge

### Natürliche Waldschäden
Unterschieden wird zwischen abiotischen und biotischen Waldschäden. Die wichtigsten abiotischen Belastungsgrößen für Wälder sind die physikalisch wirksamen Verursacher Sturm, Schnee und Feuer. Auf gleiche Weise wirken Trockenheit (Wassermangel), mechanische Verletzungen, Erdrutsche und Lawinen, Elektrizität und Radioaktivität. Chemisch wirken Bodenversauerung und Schwermetalle, Stoffeinträge, Sauerstoffmangel (Wasserüberschuss) und Mangel an Nährelementen.

### Abiotische Ursachen
Der Ausgangspunkt für abiotische Waldschäden ist in der Regel eine Wetter- oder Witterungsanomalie, die ihrerseits jedoch oft erst die Voraussetzungen für das großflächige Auftreten biotischer Schäden schaffen. Orkane brechen Bäume ab (Windbruch) oder entwurzeln diese (Windwurf) – in der Folge kann es zur Massenvermehrung von Insekten kommen. Dürre schwächt die Vegetation und erhöht die Brandgefährdung von Wäldern, was auch erhebliche Schäden verursachen kann. In selteneren Fällen kommt es zu Überschwemmung in Wäldern, deren Bäume auf solchen Umweltstress nicht angepasst sind.

#### Frost
Frost gefährdet einige Baumarten besonders nach Beginn der Vegetationsperiode: Solche „Spätfröste“ zerstören an jungen Bäumen das Zellgewebe von Blättern beziehungsweise von neugebildeten Nadeln immergrüner Koniferen, weshalb Nadeln und Triebe welken und oft absterben. Durch Spätfrost bedingte Nadelverluste bezeichnet man als „Frostschütte“. Gefährdet sind Bäume an tiefgelegenen Standorten, bei denen es keine Abflussmöglichkeiten für Kaltluft gibt; man spricht dann von „Frostlöchern“ oder „Kaltluftseen“. Dieses Risiko ist (auf der Nordhalbkugel) an Hanglagen mit Ausrichtung nach Süden und Südwesten infolge der erhöhten Sonneneinstrahlung besonders hoch: Die Bäume treiben dort nach dem Winter früher aus. Unter den besonders durch Spätfrost gefährdeten Baumarten finden sich unter anderem die Rotbuche und die Weißtanne, die aus diesem Grund in der Regel nur unter Schirm verjüngt werden. Baumarten fremdländischer Herkunft wie die Douglasie sind stärker betroffen, sofern diese früher austreiben.
In Analogie dazu kann es zum Ende der Vegetationsperiode zu „Frühfrösten“ kommen, die allgemein als weniger schädlich gelten.

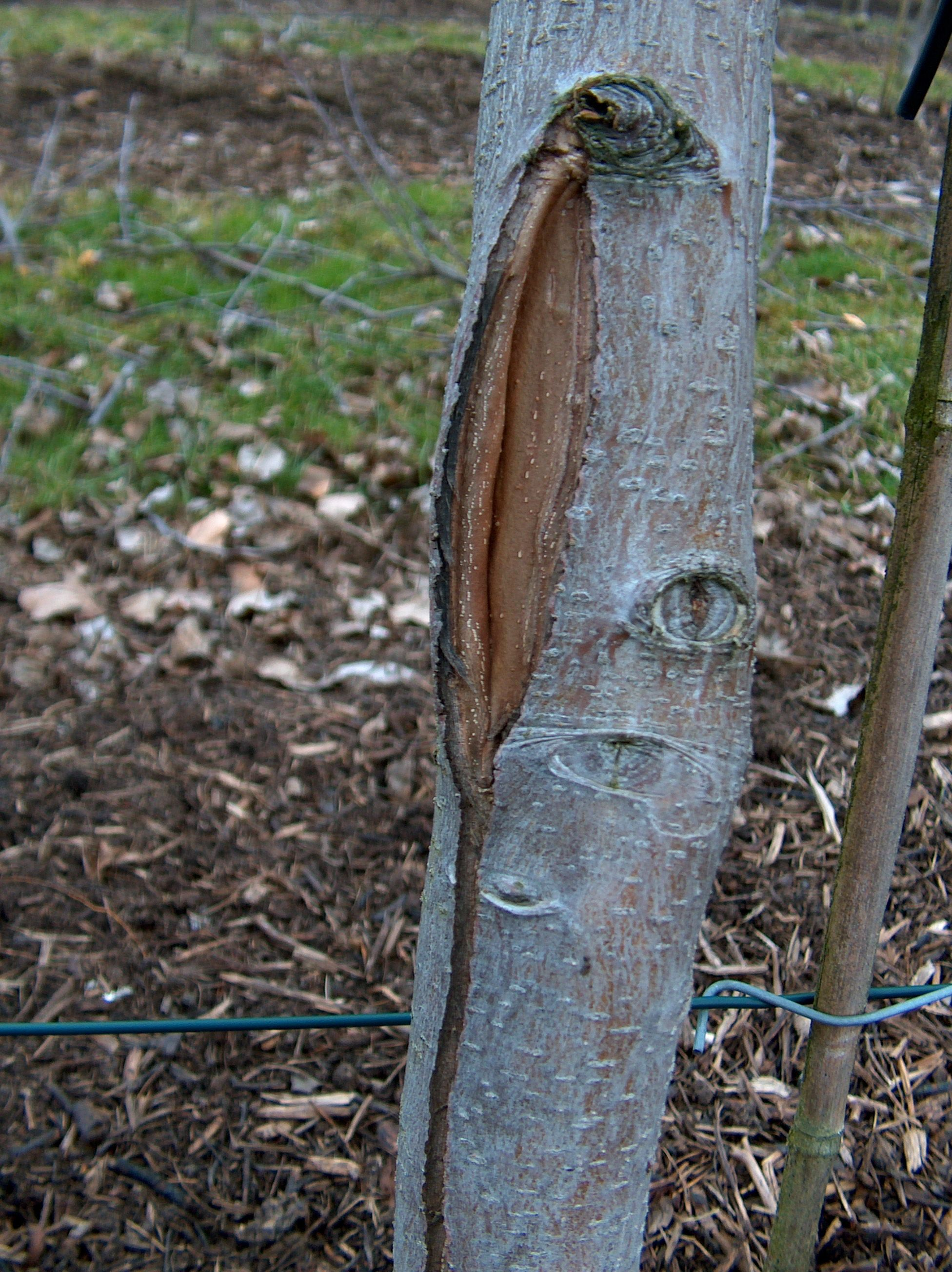
Frostriss an einem Obstbaum

Auch Winterfrost kann sich negativ auf den Gesundheitszustand von Bäumen auswirken; bei Baumarten die an ihre jeweiligen Standorte angepasst sind, kommt es jedoch selten zu Schäden durch Winterfröste.  Ein Mangel an Kalium erhöht die Schaddisposition, da dieses Element wichtig für die Frostresistenz der Nadelbäume im Winter ist. An klaren Wintertagen kann Frosttrocknis in Erscheinung treten, die Nadelverfärbungen und -verluste im Laufe des Sommers bewirkt. Frosttrocknis wird dadurch ausgelöst, dass die winterliche Sonneneinstrahlung Assimilationsprozesse in den Koniferennadeln stimuliert. Das zu einer erfolgreichen Photosynthese erforderliche Wasser steht den Bäumen jedoch nicht zur Verfügung, weil es gefroren im Boden gebunden und somit nicht mobilisierbar ist. Verschärft wird der Wassermangelstress noch durch Wind, der die Transpiration erhöht. Frosttrocknis bedingt unter anderem die Höhe der Waldgrenze, also die Höhe über dem Meeresspiegel, ab der das Wachstum von Bäumen nachlässt.
Weitere Frostschäden sind „Frostplatten“: Sonnenstrahlung erwärmt die Rinde von Buchen, Fichten und anderen dünnrindigen Baumarten, die durch Temperaturunterschiede, aufgrund der Kälte im Inneren des Stammes, strapaziert wird und in Längsrichtung aufreißt. Später hebt sich die Rinde beiderseits eines Risses ab. Das Schadbild erinnert an Sonnen-, beziehungsweise Rindenbrand.
Frostrisse sind Längsrisse im Stamm, die an meist freistehenden Laubbäumen bei einem plötzlichen Temperaturabfall durch Spannungen entstehen, die durch die mit der Gefriertrocknung verbundenen Schwindvorgänge der Cellulose im Holz ausgelöst werden (Die früher gängige Bezeichnung „Eiskluft“ ist irreführend, weil die Spaltbildung entgegen damaligen Annahmen nicht durch den mit einer Volumenzunahme verbundenen Übergang von flüssigem Wasser in Eis bewirkt wird). Besonders ringporige Laubhölzer wie Eichen und Ulmen sind durch diese Art der abiotischen Schädigung gefährdet. Ähnliche Risse werden durch Blitzeinschlag verursacht.

#### Hitze
Neben dem allgemeinen Wassermangelstress, der die Abwehrkräfte von Bäumen gegenüber biotischen Schadursachen schwächt (Bildung von Harz und hemmenden Stoffen), kann es zu physikalischen Spannungen im Holz kommen. Hitzerisse können bei Trockenstress auftreten, besonders an jüngeren Nadelbäumen. Auch bei Laubbäumen (Buchen) können neben vorzeitigem Laubfall Äste durch plötzlichen Astbruch (Sommerbruch) abfallen. Wassermangel und das damit verbundene Baumwasserdefizit löst starke Spannungen im Holz aus. Der Stamm reißt etwa einen Meter über dem Boden auf; dieser kann sich bis zur Krone fortsetzen und dient anderen, vor allem pilzlichen Pathogenen wie dem Blutenden Nadelholz-Schichtpilz als Eintrittspforte in den Holzkörper.
Werden dünnrindige Bäume wie die Rotbuche plötzlich freigestellt und am Stamm direkt von der sommerlichen Sonne beschienen, kann es zu „Sonnenbrand“ kommen: Die Rinde platzt an der am stärksten besonnten Seite auf und blättert ab. Darauffolgende Infektionen durch Wundfäule sind nicht ungewöhnlich.

#### Schnee und Eis
Schnee, insbesondere Nassschnee, kann sich negativ auswirken durch den Druck, den er auf Bäume ausübt. Sehr anfällig für Schneebruch (also Astabbrüche) sind nicht standortgerechte Nadelbäume (beispielsweise Borstenfichten) und die Äste begrünter Laubbäume. Schneeschub entsteht in Hanglagen durch die talwärtige Fließbewegung der Schneedecke, die junge Bäume aus der Vertikalen drückt und Säbelwuchs bedingt, oder Bäumchen aus dem Boden hebelt. Nadelbäume sind aufgrund ihrer immergrünen Natur stärker gefährdet als Laubbäume.
Eiszapfen („Eis-“ und „Duftanhang“) können an Bäumen entstehen. Wie auch Nassschneeauflagen können sie die Tragkraft von Ästen und Zweigen überlasten. Hagelkörner zerschlagen durch ihre kinetische Energie das Geäst.

#### Sturm
Stürme führen entweder zu Windbruch (Baumkronen oder Äste brechen ab) oder zu Windwurf (der Baum wird entwurzelt). Schaden entsteht durch die ungeplante und vorzeitige Nutzung des entsprechenden Baumes, durch die Beschädigung anderer Bäume beim Umstürzen, die hohen Kosten zur Aufarbeitung der Schäden (dabei sind tödliche Unfälle nicht unüblich) und die Schäden an anderen Bäumen, die bei der Aufarbeitung entstehen. Unterbleibt die Aufarbeitung, steigt im Falle von Nadelholz die Gefahr einer Massenvermehrung rinden- und holzbrütender Insekten. Oft sind für die darauffolgende Kulturbegründung weitgehende vorbereitende Maßnahmen notwendig.

#### Feuer
Waldbestände werden von Kronenfeuern vernichtet; andere Arten des Waldbrandes sind weniger schädlich. Bodenfeuer verbrennen nur die organische Auflage des Waldbodens. Verheerend sind jedoch Torfbrände, die schwer zu löschen sind, im Untergrund lange schwelen und die Wurzeln von Bäumen töten. Waldbrände sind jedoch auch Teil der natürlichen Dynamik einiger Waldtypen der borealen Zone.

#### Ernährungsstörungen
Als abiotische Schadursachen kommen außerdem Ernährungsstörungen in Frage. Diese manifestieren sich an Blättern oder Nadeln bei Mangel an bestimmten Nährelementen wie Eisen und Mangan („Kalkchlorose“), Phosphor, Kalium, Kupfer oder Magnesium als Verfärbungen. Stickstoffmangel führt zu Kümmerwuchs, und eine Übersättigung mit Stickstoff schwächt Bäume ebenso (es zeigen sich häufig Magnesiummangelerscheinungen). Stoffeinträge können toxisch wirken, so beispielsweise Streusalz. Chloridionen senken das osmotische Potenzial.
Sauerstoffmangel kann durch Überschwemmungen herbeigeführt werden. Viele Bäume der gemäßigten Zone können in Abhängigkeit von Spezies und Vitalität etwa 15 bis 25 Tage ohne Folgen überdauern. Sauerstoffmangel kann jedoch auch durch Bodenverdichtungen bedingt sein.

#### Weitere abiotische Ursachen
Elektrizität kann in Form von Blitzeinschlägen Bäume schädigen. Der Stamm reißt dann längsseitig auf. Diese Risse werden vom Baum überwallt. Sie sind an leistenförmigen Verdickungen entlang des Rissverlaufs aber noch Jahrzehnte später deutlich zu erkennen, die ihrer Ursache entsprechend „Blitzleisten“ genannt werden. Sie unterscheiden sich äußerlich kaum von den Überwallungen von Rissen, die durch Frost oder Hitze verursacht werden.
Metallsplitter sind in Bäumen dann zu finden, wenn Kriegshandlungen im entsprechenden Waldgebiet stattgefunden haben. Es handelt sich dabei um Bomben- und Granatsplitter, die zwar die Vitalität eines Baumes nicht oder nur marginal beeinflussen; sie stellen jedoch eine erhebliche Wertminderung des Holzes dar, weil sie Sägen und andere Maschinen schwer beschädigen können und die Unfallgefahr für die Arbeiter erhöhen. In der Regel sind rundholzverarbeitende Betriebe heute mit Metalldetektoren ausgerüstet; Preisabschläge sind jedoch trotzdem zu erwarten.
Eine besondere Art der Umweltverschmutzung stellt die Kontamination von Wäldern durch radioaktives Material dar. Derartig belastetes Holz ist bei der Überschreitung von Grenzwerten nicht mehr verwendbar.

### Biotische Ursachen
Biotische Waldschäden werden durch „Forstschädlinge“, also Tiere wie Wild, Mäuse, Insekten und durch Pilze, Bakterien oder Viren verursacht. Sie werden nur durch Populationen bestimmter Organismen ausgelöst. Die Einordnung einer Art in eine Kategorie „Schädling“ ist ökologisch nicht korrekt, wird aus Gründen der einfacheren Handhabung jedoch in der Praxis häufig vorgenommen. Es gibt abseits von Wirbeltieren eine hohe Anzahl pathogener Organismen.
Für die Bewertung sozioökonomischer Schäden werden oft Schadschwellen berechnet (Zeitpunkt, ab dem der Aufwand für Gegenmaßnahmen geringer ist als der zu erwartende Schaden). Im Falle von Insektenpopulationen werden kritische Zahlen als Indikatoren für diese Schadschwellen angewandt. Schadschwellen werden bei Schädigungen durch jagdbare Tierarten in Deutschland nicht berechnet, da die Regulierung der Populationsdichte dem Wildmanagement obliegt.

#### Paarhufer
In Deutschland stellt der Verbiss von Trieben und Knospen durch Rehe mit der Präferenz bestimmter Baumarten ein häufiges Problem dar, dem der bei weitem größte Anteil des Aufwands zur Abwehr von Wildschäden in Verjüngungsbeständen zufällt. Auch die ökologischen Schäden durch Rehe sind bedeutend, da diese sich sehr selektiv ernähren. Es kommt zur Entmischung von Arten und zum regionalen Aussterben bestimmter Kräuter wie der Türkenbundlilie, dem Hasenlattich und dem Schmalblättrigen Weidenröschen. Gleichzeitig werden so indirekt Gräser gefördert, die die Verjüngung von Wäldern erschweren (Zittergras-Segge, als „Seegras“ bekannt, Reitgräser, Honiggras, Draht- und Blütenschmiele, Pfeifengras, Weiße und Grüne Segge). Rehböcke bilden jährlich ein neues Geweih, welches zunächst von einem Bast umhüllt ist, der nach Abschluss der Wachstumsphase von den Tieren an harzreichen jungen Nadelbäumen weggefegt wird. Die Böcke schlagen auch in Übermut an Bäumen.
Rothirsche schälen unter bestimmten Umständen an jüngeren Bäumen die Rinde vom Stamm, um sie zu fressen. In der Folge werden diese Bäume stark geschädigt. Wildschweine verursachen in der Forstwirtschaft nur durch den Fraß von Saaten nennenswerte Schäden. Hin und wieder werden einzelne Bäume durch das Reiben der Tiere an der Rinde beschädigt („Malbäume“). Gämsen können wie auch Ziegen Bäume durch Fraß an Rinde und Blättern erheblich beschädigen.

#### Kleinsäuger
Mäuse, vor allem Rötel- und Erdmaus, nagen an Wurzel und/oder Rinde von Bäumen, vorzugsweise Laubbäumen, und können so den Totalausfall von Jungbeständen herbeiführen. Andere Mäusearten, unter anderem die Waldmaus, richten nur geringfügige Schäden durch das Auffressen von Samen an. Auch Grauhörnchen schälen Rinde, jedoch immer in der Krone älterer Bäume. Dabei entsteht ein Fraßbild eines etwa handbreiten Ringels. Die geschädigten Äste sterben ab, Fäule dringt in den Stamm ein.

#### Insekten und Spinnentiere
Viele Käferarten fressen an unterschiedlichen Teilen des Pflanzenkörpers. Sie brüten im Holz (Holzbohrer, Bockkäfer) oder zwischen Holz und Rinde (Borkenkäfer). Während erstere das Holz entwerten, können letztere einen Baum durch die Unterbrechung von Leitungsbahnen tödlich beschädigen. Aus der Familie der Borkenkäfer ist der Buchdrucker für bedeutende Waldschäden an Fichtenbeständen bekannt. Andere in Europa heimische Käferarten und auch Neozoen wie der Asiatische Laubholzbockkäfer ergänzen die Reihe. Unter den zahlreichen Rüsselkäfern, die vorwiegend Blattorgane befallen, kommt in Mitteleuropa dem Großen Braunen Rüssler eine hohe Bedeutung zu. Schmetterlinge treten vor allem als Blattfresser in Erscheinung. Stark befallene Bäume werden von Raupen zuweilen völlig kahlgefressen. Sie sterben ab, falls solcher Kahlfraß in aufeinanderfolgenden Jahren geschieht. Besonders treten die Nonne, verschiedene Spanner und Wickler in Erscheinung. Läuse saugen Saft an Rinde, Blättern oder Nadeln. Wenn Knospen durch Insekten angefressen werden, kommt es zu Triebverkrümmungen.
Auch einige Wespen sind Holzbrüter. Diese Sirex-Arten, etwa die Blaue Fichtenholzwespe (S. noctilio), sind als Schädlinge im Holz in vielen Ländern der Südhalbkugel so bedeutend, dass beim internationalen Handel sogenannte Sirex-Zertifikate erforderlich sind, die nachweisen, dass das Holz gegen den Befall durch die Wespe behandelt wurde.
Zikaden sind als Schadinsekten beim Olivenbaumsterben bekannt. Zwergzikaden übertragen ein Bakterium, welches die Bäume absterben lässt.
Unter den Spinnentieren spielen Milben als Krankheitserreger an Bäumen eine Rolle. Gallmilben erzeugen die für sie charakteristischen Pflanzengallen, die die Gesundheit von Bäumen nur wenig beeinträchtigen, während Spinnmilben an Blattzellen saugen und diese daraufhin schnell vertrocknen lassen. Eine Verminderung der Assimilation und ein verfrühter Laubfall sind die Folgen.

#### Pilze
Pilze können als (obligatorische oder fakultative) Parasiten unterschiedliche Teile des Pflanzenkörpers befallen. Saprophytische Pilze ernähren sich vom abgestorbenen Holz eines Baumes. Je nachdem, ob Lignin oder Zellulose dabei abgebaut wird, spricht man von Weiß- oder Braunfäulen. Infizierte Bäume erscheinen dabei nach außen noch für sehr lange Zeit gesund, da die Zersetzungsprozesse im Stamminneren geschehen, und die Vitalität nicht beeinträchtigen. Nur in sehr fortgeschrittenen Stadien zeigen sich die Fruchtkörper an der Rinde. Auch stellen durch Pilze hervorgerufene Verfärbungen im Holz eine technische Entwertung dar. In der Regel dringen Fäulepilze durch Verletzungen am Stamm oder über die Wurzeln in den Organismus ein. Insbesondere Hallimasche und Wurzelschwamm sind bedeutende „Schadorganismen“. Andere Pilze findet man an den Blattorganen. Zu dieser Gruppe zählen unter anderem Rostpilze, Eichenmehltau, oder Schwarzer und Weißer Schneeschimmel. Neuartige Infektionen sind beispielsweise das Eschentriebsterben und die Rußrindenkrankheit des Ahorns.
Insekten und Pilze treten zuweilen als Komplexerkrankung in Erscheinung, beispielsweise beim Ulmensterben.

#### Bakterien, Viren und andere
Bakterienerkrankungen wie durch Pseudomonas syringae sind an charakteristischen Holzdeformationen zu erkennen, die man „Krebs“ nennt. Die Krankheiten nehmen einen langen Verlauf. Virosen zeigen sich durch bestimmte musterförmige, helle Verfärbungen an Blättern. Diese Chlorosen erscheinen mosaikartig, als Flecken, Ringe oder Bänder. Manche Viren führen auch zu Blattverformungen. Sie gehören oft zur Poty- oder Porex-Gruppe. Eine genaue Bestimmung ist oft nur unter Laborbedingungen möglich. Erkrankungen durch Viren verlaufen für Bäume normalerweise nicht tödlich.
Die Kiefernholznematode ist ein Fadenwurm, der ursprünglich in Nordamerika (USA, Kanada) heimisch ist. Die Fadenwürmer befallen Kiefernarten inzwischen auch in Europa und sind ein meldepflichtiger Quarantäneschädling.
Möglich sind auch Erkrankungen durch Protozoen.

### Historische Waldschäden
Von den Neuartigen Waldschäden werden „klassische Rauchschäden“ unterschieden, die bereits vom Forstwissenschaftler Karl Gayer im Jahre 1866 beschrieben wurden und die seit Beginn der industriellen Revolution vermehrt auftraten. Rauchschäden treten immer im Bereich der Emittenten auf, neuartige Waldschäden hingegen fern von Emittenten.

### Neuartige Waldschäden

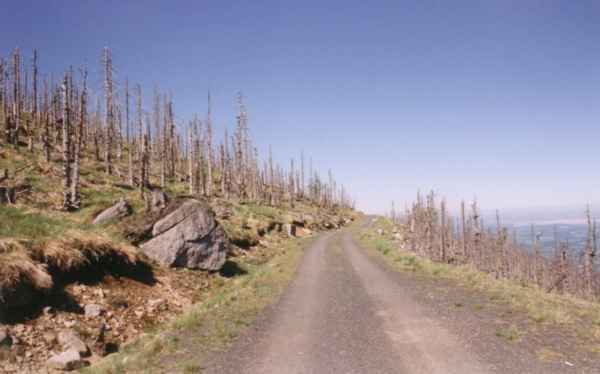
Neuartige Waldschäden im Erzgebirge

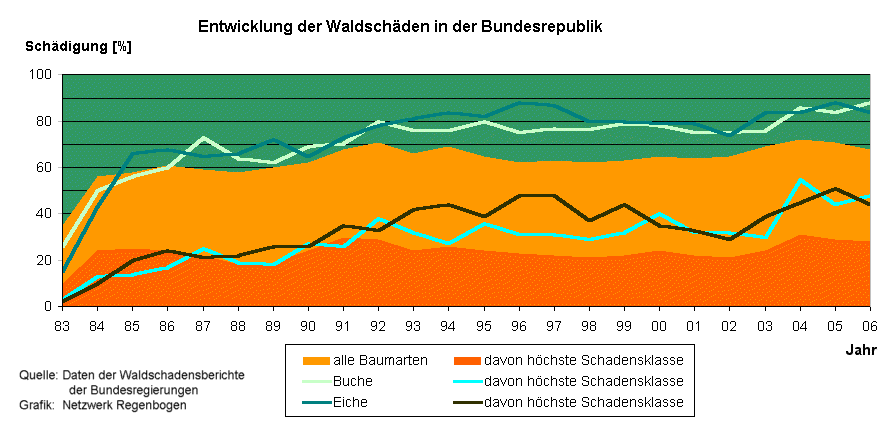
Entwicklung der Waldschäden in der Bundesrepublik

Man beobachtete ab Anfang der 1970er Jahre in Mitteleuropa das flächenhafte Absterben der Weißtanne, welches sich zunehmend in Deutschland ausbreitete und wenig später auch auf die Fichte übergriff. Man begann damit, vom „Waldsterben“ zu sprechen.
Die Ursachen neuartiger Waldschäden sind bis heute noch nicht vollständig geklärt. Sicher ist ein Zusammenhang mit der menschlichen Umweltverschmutzung, eventuell in Wechselwirkung mit anderen Stressfaktoren. Man untersuchte drei grundsätzliche Hypothesen:
- die Rauchschaden-Hypothese (direkte Einwirkung gasförmiger Stoffe wie Ozon und Schwefeldioxid auf Nadeln und Blätter);
- die Saurer-Regen-Hypothese (Einwirkung gasförmiger Stoffe auf den Boden führe zu dessen Versauerung und somit zur Änderung von Standorteigenschaften: Freisetzung giftiger Aluminiumionen; Chloride, Schwermetalle und organische Schadstoffe schädigten die Feinwurzeln von Bäumen, verminderten so die Wasser- und Nährstoffaufnahme und verringerten damit die Widerstandskraft der Bäume gegen Dürre, Frost und Krankheiten[18])
- die Stress-Hypothese (viele weitere Stressfaktoren beeinträchtigten die Vitalität der Wälder und erhöhten die Anfälligkeit gegenüber anderen Schadursachen).

## Risikofaktoren

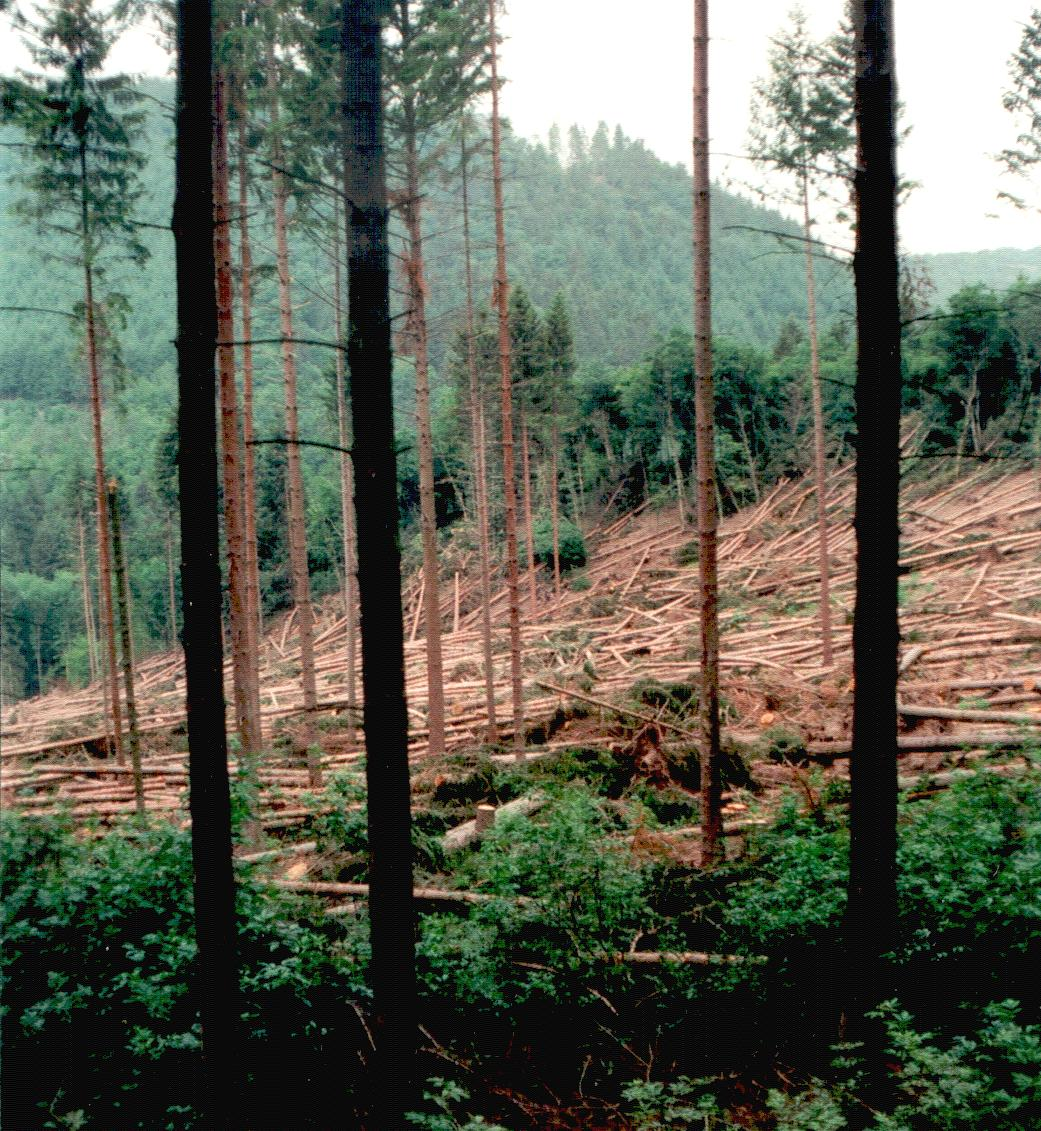
Windwurf ist die Hauptursache für Waldschäden in Europa

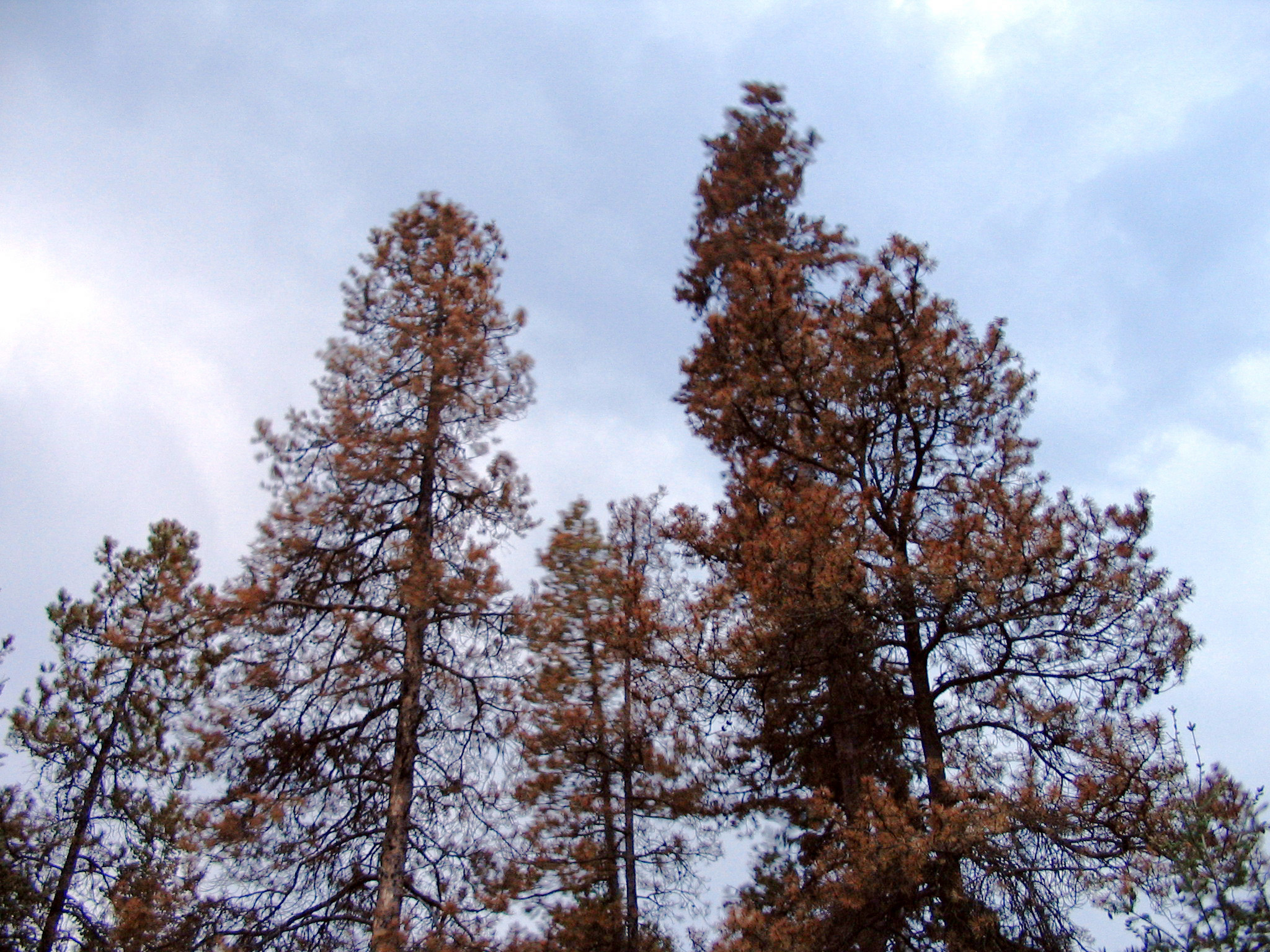
Kronenverlichtung: Ein früheres Stadium einer Borkenkäferinfektion an einem Baumbestand

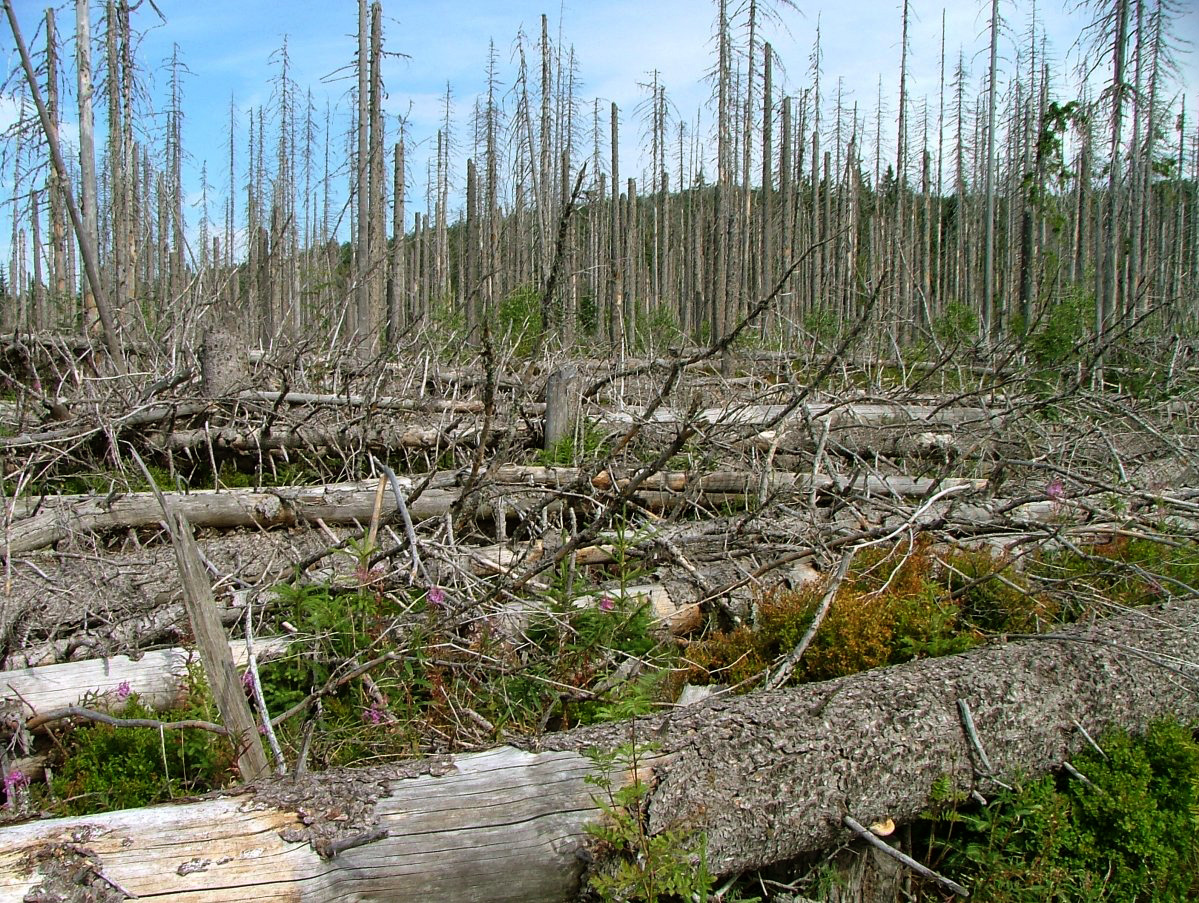
Waldschaden durch eine Population von Borkenkäfern im bayrischen Wald (spätes Stadium)

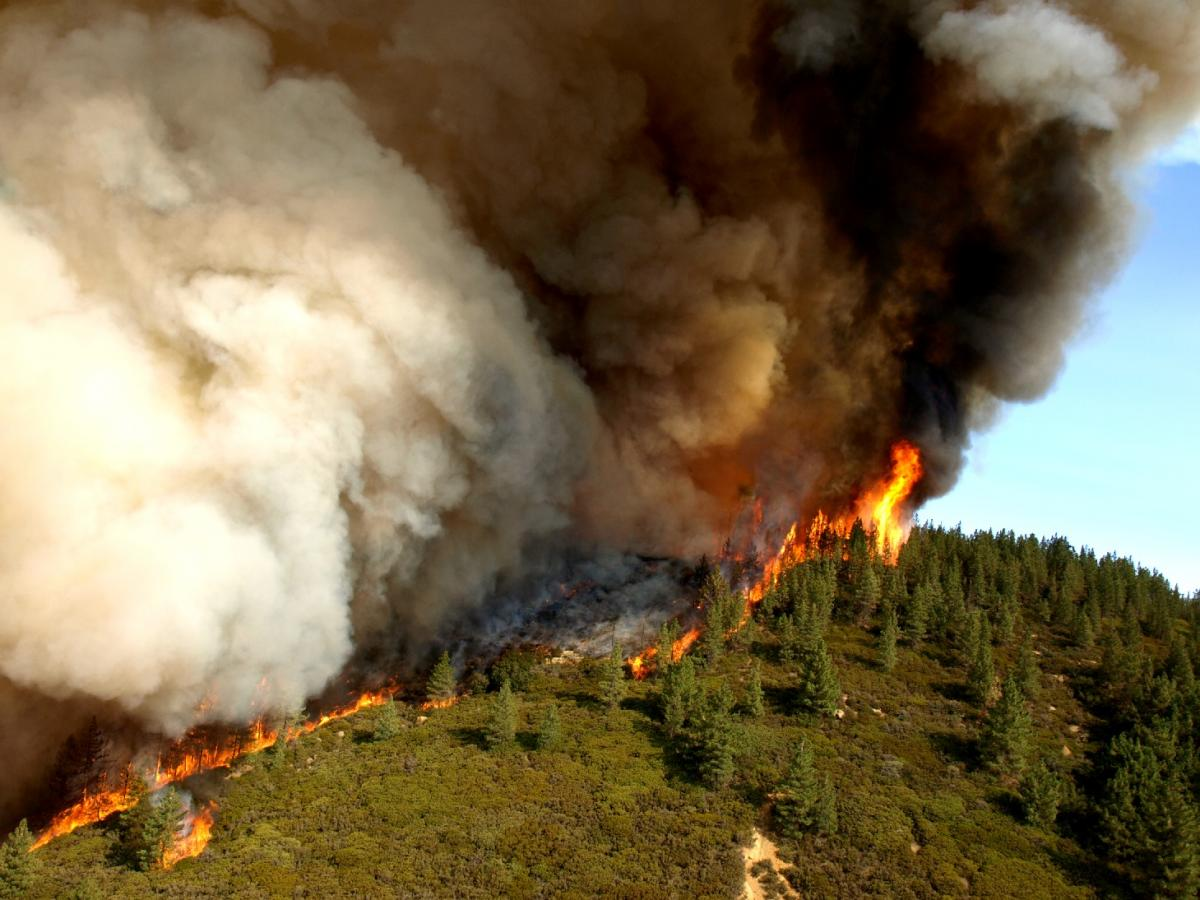
Ein Kronenfeuer in einem nordamerikanischen Wald

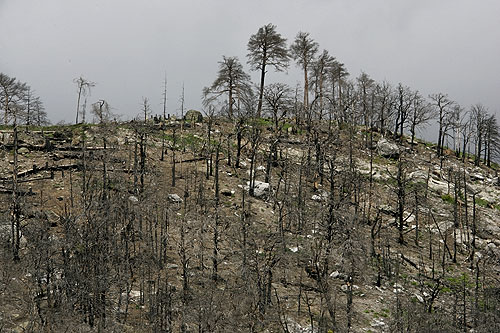
Durch Waldbrand geschädigte Waldfläche

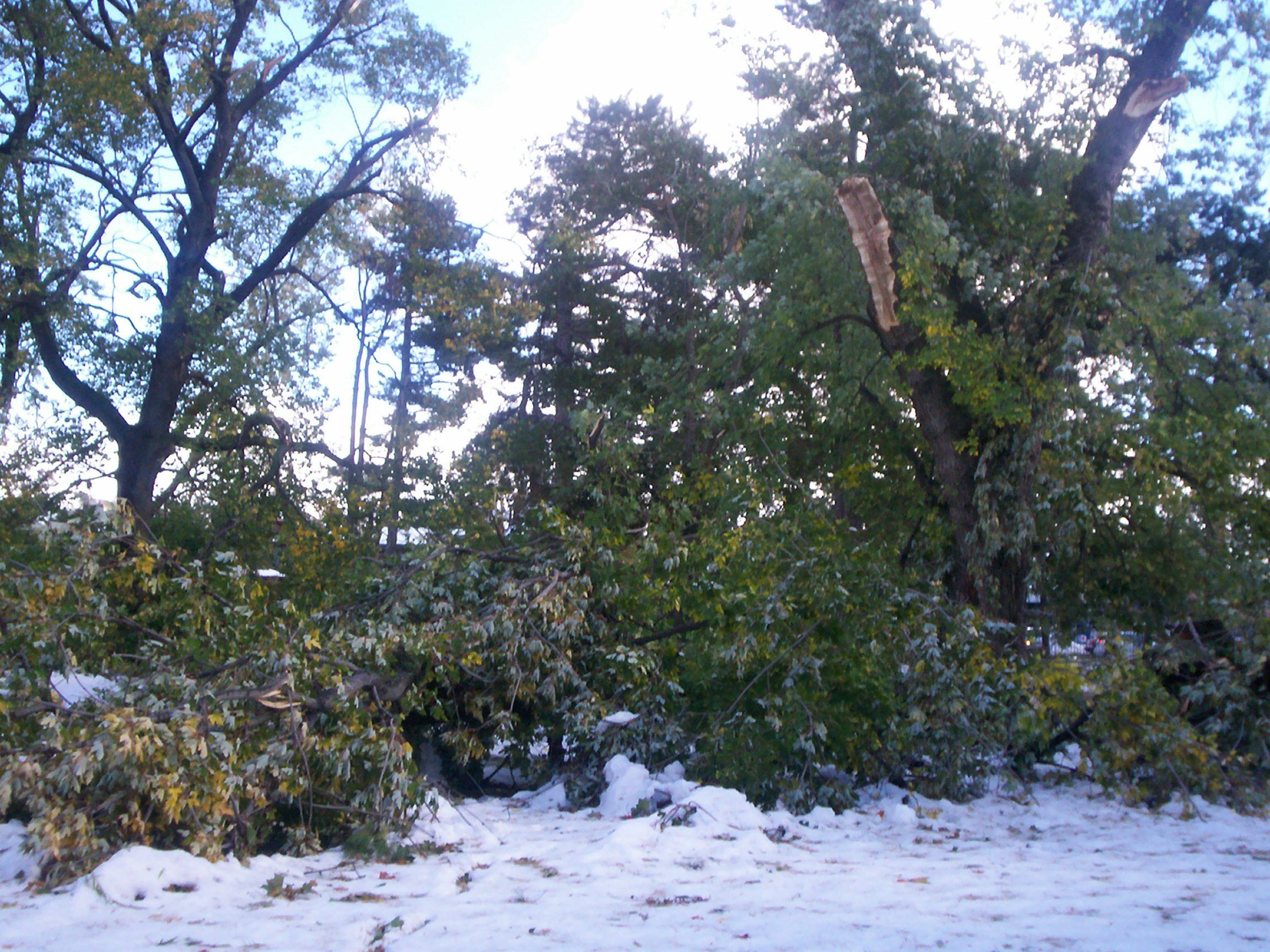
Schneebruch

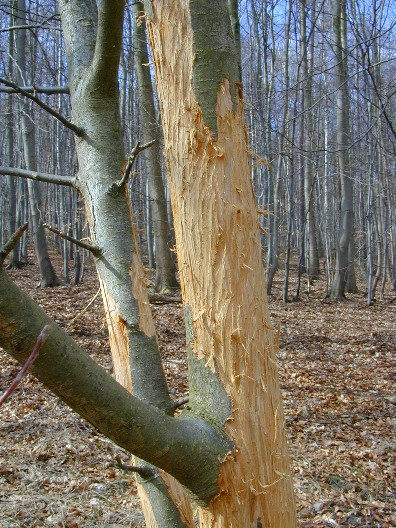
Diese „Schälschäden“ werden unter bestimmten Umständen von Hirschen verursacht

### Allgemeine Risikofaktoren und Vorbeugung
Vielen Schäden kann durch waldbauliche Expertise vorgebeugt werden – andere sind als externe Effekte durch das Forstmanagement alleine nicht zu beeinflussen.

#### Abiotische Faktoren
Wie stark Wälder durch Sturm geschädigt werden, hängt von unterschiedlichen Faktoren ab. Hohe Bäume sind immer gefährdeter als niedrige. Ein einzelner Baum ist umso stabiler, je größer der Durchmesser eines Stammes in Brusthöhe im Verhältnis zur Gesamthöhe ist (h/d-Verhältnis).
Das Risiko für Waldbrände kann durch eine Minimierung brennbaren Materials im Bestand vermindert werden; allerdings treten durch das Entfernen von Totholz Konflikte mit Naturschutzzielen auf. Ganze Bestände fallen Flammen oder Insektenfraß meistens dann zum Opfer, wenn es sich um einschichtige Monokulturen handelt. Nadelbäume sind allgemein gefährdeter als Laubbäume. Dichtstehende Jungbestände brennen leichter als alte Bestände mit nur wenigen großen Bäumen.

#### Biotische Faktoren
Möglichkeiten zur Vorbeugung bestehen in der Anlockung (Ablenkung) oder der Abschreckung der Organismen durch chemische oder physikalische Reize. Methoden der Anlockung durch Duftstoffe (die der eigenen Art oder die von Bäumen), Licht oder akustische Signale stellen einen fließenden Übergang zu Therapiemaßnahmen dar (Köderung), sind jedoch zur Schätzung von Populationsentwicklungen üblich. Die Dynamik einiger potenziell schädlicher Insektenarten wird überwacht, um im Bedarfsfall schnell auf Gradationen reagieren zu können. Pheromonfallen werden bei Monitoringmaßnahmen von Insektenbeständen angewandt. Aus der Anzahl gefangener Tiere können Rückschlüsse auf die Entwicklung des Bestandes gezogen werden.
Möglich ist auch die Regulation der Fortpflanzung durch Kontrazeption bei Nagetieren, oder die Sterilisation, beziehungsweise genetische Defektsetzung (aus Eiern entwickeln sich nicht lebensfähige Embryonen). Die Entwicklungshemmung greift dagegen in einem späteren Stadium der Entwicklung eines Organismus.
Zur Vorbeugung gegen die Massenvermehrung von Insekten empfiehlt es sich, gefährdetes Holz rechtzeitig aus dem Wald zu entfernen. Fangbäume sind stärkere Nadelbäume, die für rinden- und holzbrütende Insekten ein Habitat bieten. Der Abtransport solcher oft speziell zu diesem Zweck gefällten Bäume vor dem Flug der zweiten Generation hilft dabei, die Populationsentwicklung zu bremsen. Wichtig ist auch die Förderung von Antagonisten potenzieller „Schädlingsarten“. Schlupfwespen wirken im juvenilen Stadium als Parasitoide an vielen dieser Arten. Als adulte Tiere sind sie aber auf das Vorhandensein von Blütenpflanzen angewiesen. Durch die Förderung solcher Pflanzen wird das Risiko einer Gradation phytophager Insekten reduziert. Feuer und Insektengradationen sind in einigen Wäldern wie beispielsweise dem Borealen Nadelwald jedoch ein integraler Bestandteil der Ökosysteme. Gegenmaßnahmen sind in solchen Fällen nicht immer sinnvoll oder wünschenswert.
Auch Schädigungen von Wäldern durch Nagetiere können durch waldbauliche Maßnahmen vermieden werden. Hohe Gräser stellen ein Mäusehabitat dar. Deren Aufkommen kann durch die Berücksichtigung der Ausgangssituation bei Bestandesbegründung, im Rahmen der Jungbestandspflege, oder notfalls durch manuelles Kurzhalten vorgebeugt werden; hier besteht auch eine Querverbindung zur Populationsregulation von Rehen. Beutegreifer wie der Fuchs und die Wildkatze können auf natürliche Weise bei der Prophylaxe gegen Mäusefraß behilflich sein. Durch Habitatpflege und umsichtiges Wildmanagement kann dies weitgehend sichergestellt werden. An besonders gefährdeten Jungbeständen aus Laubbäumen werden zuweilen etwa 2 bis 3 Meter hohe Stangen für Greifvögel aufgestellt.

#### Menschliche Faktoren
Die Zusammensetzung der Arten und Individuen in einem Urwald entspricht im Klimax-Stadium der natürlichen Sukzession dem Optimum in Bezug auf die biotischen und abiotischen Umweltfaktoren und demnach der größtmöglichen Widerstandsfähigkeit gegen Waldschäden. Forstwirtschaftlicher Waldbau wird diese Perfektion nicht erreichen, da nicht alle Standortfaktoren ermittelt und berücksichtigt werden können. Anthropogene Faktoren, die zu Waldschäden führen, schließen daher nicht nur Schadstoffemissionen in Form von saurem Regen, Schwermetallen und stickstoffhaltigen Düngern ein, sondern beginnen bereits bei der „künstlich“ gewählten Bestockung. Folgende Maßnahmen können das Auftreten von Waldschäden begünstigen:
- Die Kultivierung nicht autochthoner (standortfremder) Baumarten – wie etwa der Fichte außerhalb der Gebirge in der Laubwaldstufe
- Die ständige, ersatzlose Entfernung der Biomasse durch die Holzentnahme
- Die Bestockung großer Flächen mit der gleichen oder wenigen Arten, obwohl unterschiedliche kleinklimatische, hydrologische und bodenchemische Bedingungen von Natur aus zu ganz unterschiedlichen Waldtypen führen würden
- Züchterisch veränderte Pflanzen können eine Stabilitätsänderung bewirken – die Bäume sind beispielsweise nicht dazu in der Lage, Sturmereignisse unbeschadet zu überstehen, oder sind anfälliger für Krankheiten (Möglich sind allerdings auch gegenteilige Effekte, sog. Resistenzzüchtungen)
- Monokulturen oder zu dichte Bestockung erhöhen das Risiko für abiotische Waldschäden, besonders für Windwurf. Dies schließt sowohl die Bestandes- als auch die Einzelbaumerziehung mit ein.[21]

Zu direkten Schäden durch den Menschen am Bestand führen auch Forsttechniken. Dies können Kollisionen von Bäumen mit den verbleibenden Bäumen bei der Holzernte sein, oder später beim Transport des Holzes aus dem Bestand auf einen Waldweg („Rückeschäden“). Die Verwundungen an der Rinde ermöglichen den Eintritt von Krankheitserregern in den pflanzlichen Organismus, vor allem von Pilzen. Überdies führt der Einsatz schwerer Maschinen zu erheblichen Bodenverdichtungen, die die Krautschicht und den Wurzelbereich der Bäume negativ beeinflussen.
Letzten Endes sind auch solche biotischen Schäden wie der massenhafte Verbiss durch Rehe, beziehungsweise das Schälen von Bäumen durch Hirsche indirekt menschlich bedingt. Zu hohe Wildbestände sind in Regionen ohne große Beutegreifer wie dem Luchs oder dem Wolf auf mangelhaftes Jagdmanagement zurückzuführen. Vorbeugende Maßnahmen gegen Verbiss und Schälen sind jedoch nicht nur durch eine Reduktion der Wilddichte möglich, sondern auch durch passive Schutzmaßnahmen von Verjüngungen. Verbissanfällige Verjüngungsflächen werden oft umzäunt, bis die Bäumchen „über den Äser“ des Rehs hinausgewachsen sind, also eine Höhe von etwa 130 bis 150 cm erreicht haben. Während dieser Zeit sind oft Zaunpflegemaßnahmen notwendig. Zäune gegen Rotwild müssen höheren Anforderungen genügen und sind teurer. Problematisch beim Umzäunen von Flächen ist dabei die Verlagerung und somit die Erhöhung des Verbissdrucks auf benachbarte Waldflächen. Alternativ dazu können Einzelbäume mechanisch (durch „Drahthosen“), oder chemisch (durch Bestreichen mit Vergällungsmittel) vor Verbiss geschützt werden.

### Risiken durch Klimaänderungen
Komplexe Reaktionen und eine Zunahme der Waldschäden sind als Folge der sich abzeichnenden Klimaänderungen im Zuge der globalen Erwärmung zu erwarten. Die genauen Konsequenzen sind aufgrund der unsicheren Prognosen bezüglich der Qualität und des Ausmaßes des Wandels des Klimas schwer abzuschätzen. Waldbauliche Gegenmaßnahmen sind oft nicht möglich, abgesehen vom sukzessiven Umbau anfälliger Nadelholzreinbestände in klimatolerantere Mischwälder.
Unter der Voraussetzung, dass sich bei einer erhöhten mittleren Temperatur in der Vegetationsperiode keine Änderung der Niederschlagsmenge einstellt, und sich somit die Evapotranspirationsrate erhöht, kann Wassermangel auftreten. Dadurch sind Produktionsausfälle, Krankheitsanfälligkeiten und das Ausfallen einer oder mehrerer Baumarten wahrscheinlich. Die Waldbrandgefahr steigt. Die Zunahme des CO2-Gehalts der Luft könnte einem Wassermangel teilweise entgegenwirken, da die Photosynthese wassereffizienter würde.
Ist mit einer Temperaturerhöhung während der Vegetationsperiode jedoch auch eine Niederschlagszunahme verbunden, so werden – neben denkbaren positiven Auswirkungen auf den Nettozuwachs – andere Instabilitäten hervorgerufen: Möglich sind veränderte Konkurrenzverhältnisse unter den Baumarten, die eine Anpassung der Verjüngungs- und Durchforstungskonzepte erfordern würden, um wirtschaftliche Schäden zu vermeiden. Biotische Schäden werden dadurch wahrscheinlicher, dass sich die Widerstandsfähigkeit von Bäumen gegenüber Pathogenen ändern könnte, deren Lebensbedingungen voraussichtlich verbessert würden. Milde Winter und eine längere Vegetationszeit beeinflussen stark das Zuwachsverhalten von Schadpopulationen wie die von bestimmten Faltern oder Käfern.
Jedoch ist nicht nur die Niederschlagsmenge, sondern auch die Frequenz von Regenfällen ein relevanter Faktor. Sollten sich längere Trockenperioden während der Vegetationszeit einstellen, so kann dies zu gravierenden Schäden an der Vegetation führen. Besonders wären Arten mit ozeanischen Klimaoptima betroffen.
Vieles deutet darauf hin, dass die Häufigkeit und die Stärke von Sturmereignissen zunimmt, die die Stabilität vieler Wälder (insbesondere die der nicht standortgerechten Nadelbaumkulturen) immer wieder überfordern wird. Gleiches gilt für die Schneebruchgefahr, die bei einer Zunahme der Schneefälle bei Lufttemperaturen um den Gefrierpunkt ansteigen würde.
In Deutschland zeigen sich mitverursacht durch den Temperaturanstieg seit den 2010er Jahren mit etlichen zu trockenen Jahren in Folge großflächige Waldschäden, insbesondere bei Fichtenwäldern. 2019 wurde als Gegenmaßnahme von Bundes- und Landespolitikern eine Wiederaufforstung mit weniger sensiblen Mischwäldern gefordert.
Verluste zeigen sich aber auch an etlichen anderen Hauptbaumarten, wie Eichen, Buchen, Kiefern, Tannen, Eschen oder Ahorn. Im Kontext Klimastress wird auch von „neuartigem Baumsterben“ gesprochen, da sich in Mitteleuropa eine insgesamt erhöhte Mortalität, tendenziell älterer und größerer Exemplare, beobachten lässt.

## Therapien
Gegen abiotische Schädigungen von Wäldern können nur vorbeugende Maßnahmen getroffen werden, die das Risiko eines Waldschädigung oder -erkrankung reduzieren. Auch gegen biotische Schädigungen können vorausschauende Maßnahmen getroffen werden, zusätzlich besteht aber die Möglichkeit, bereits eingetretene Massenvermehrungen von Tieren im Rahmen des Waldschutzes einzudämmen, beziehungsweise den Bestand aktiv zu dezimieren.
Zum einen kann man technische Maßnahmen ergreifen: Neben dem Entfernen von Brutsubstrat kommt das manuelle Absammeln der Tiere von Bäumen in Betracht. Dies ist sehr aufwändig und wird in Mitteleuropa an Forstpflanzen in der Regel nicht durchgeführt. Das massenhaftes Einbringen von „Nützlingen“ wie Schlupfwespen ist möglich. Biotechnologische Maßnahmen beinhalten auch Pilze, Bakterien und Viren. Bei der Verwendung solcher Pathogene bestehen jedoch nicht nur technische Schwierigkeiten (besonders bei der Anzucht), sondern bergen auch Risiken durch die mögliche Anpassung der Erreger an andere Wirte, einschließlich des Menschen.
Eine weitere Option ist der Einsatz von Pestiziden. Diese sollten die Eigenschaften aufweisen, höchstselektiv zu sein (ausschließlich die Tierart vergiften, deren Population Schaden verursacht), es sollte schnell wirken, hochtoxisch sein (nahezu die gesamte Population abtöten, um keine Resistenzen erzeugen), keine Nebenwirkungen und minimale Persistenzen aufweisen (schneller Abbau, alle Abbauprodukte ungiftig). Der Einsatz von Pestiziden wird aufgrund der Stoffeinträge ins Ökosystem kritisch betrachtet, ist jedoch in Plantagen eine Standardpraxis.

## Ausmaß und Bedeutung

### Waldzustandsbericht und Schadstufen
Forciert durch Besorgnisse um die Gesundheit des Waldes zum Ende der 1970er Jahre werden in Deutschland von den Bundesländern seit 1983 nach einem statistisch einheitlichen Stichprobenverfahren regelmäßige Waldzustandsinventuren durchgeführt, deren Ergebnisse vom zuständigen Bundesministerium (derzeit das Bundesministerium für Ernährung, Landwirtschaft und Verbraucherschutz) zusammengefasst werden. Der erste Waldzustandsbericht wurde im Folgejahr publiziert. Vor 2003 geschah dies jährlich, seitdem „einmal pro Legislaturperiode“, also alle vier Jahre. Einzelne Bundesländer haben jedoch die Praxis einer jährlichen Waldzustandserfassung beibehalten, beispielsweise Baden-Württemberg.
Das Verfahren ist, obwohl methodisch zuweilen angezweifelt, inzwischen europaweit im ICP-Forests-Programm harmonisiert, an dem sich insgesamt 41 Staaten beteiligen. Es ist somit Teil des Forstlichen Umweltmonitorings. Entlang eines permanenten Netzes von 16 × 16 km werden insgesamt 24 Bäume pro Stichprobenpunkt eingeschätzt (auf Länderebene ist das Netz in der Regel dichter). Dabei dient der Kronenzustand als Weiser für die Vitalität der Wälder. Abweichungen von einer voll belaubten Krone werden als Nadel- bzw. Blattverlust in 5-%-Stufen geschätzt. Die 5-%-Stufen werden zu sogenannten „Schadstufen“ zusammengefasst. Die Schadstufen 2 – 4 können zur Kategorie „deutliche Kronenverlichtungen“ zusammengefasst werden.
| Schadensstufe | Merkmal                        | Kronenverlichtung                 |
| ------------- | ------------------------------ | --------------------------------- |
| 0             | gesund (ohne Schadensmerkmale) | 0 – 10 %                          |
| 1             | kränkelnd (schwach geschädigt) | 10 – 25 %                         |
| 2             | krank (mittelstark geschädigt) | 25 – 60 %                         |
| 3             | absterbend (stark geschädigt)  | > 60 %                            |
| 4             | tot                            | weitgehend unbenadelt (unbelaubt) |

Vergilbung von Blättern und Nadeln wird berücksichtigt, sofern das Merkmal auf mehr als 25 % der Krone zutrifft. Die Schadstufe wird bis maximal zur Stufe 3 heraufgesetzt.
Wesentlichen Einfluss auf den Zustand der Kronen haben
- das Vorhandensein von „Schadorganismen“,
- das Alter der Bäume (je älter, desto eher werden Kronenverlichtungen beobachtet),
- die Witterung (Trockenheit, Kälte),
- Fruktifikation (fruktifizierende Bäume weisen mit höherer Wahrscheinlichkeit Kronenverlichtungen auf),
- vom Menschen durch Luftverunreinigung verursachte Stoffeinträge in den Wald.

Ergänzend dazu werden weitere Merkmale aufgenommen, die zur Auswertung der Daten relevant sind, oder die im Rahmen des Forstlichen Umweltmonitorings bei der Bewertung von Klimaänderungen und der Entwicklung eventueller Anpassungsstrategien der Forstwirtschaft darauf interessieren. Man berücksichtigt
- Umweltschäden
- Schälschäden
- sonstige Wildschäden
- Pilzschäden
- Wind-, Schnee- und Eisbruch
- Sonnenbrand
- Insektenschäden
- Metallsplitterschäden

### Gesundheitszustand von Wäldern in Eurasien und Nordamerika

#### Beurteilung anhand des Kronenzustandes
Anhand des europäisch harmonisierten Verfahrens zur Beurteilung der Vitalität von Wäldern durch Beurteilung des Kronenzustands wurden in Europa (inklusive Russland) an 6.045 Stichprobenpunkten etwa 130.000 Bäume begutachtet, wovon 21,9 % Nadel- oder Blattverluste von mehr als 25 % aufwiesen. Lokal können diese Werte weitaus höher liegen. Zwischen 1997 und 2006 konnten auf einem Viertel der Flächen Verbesserungen festgestellt werden, Verschlechterungen auf etwa 10 %. Der absolute Höchststand der Kronenverlichtungen wurde (in Deutschland) 2004 beobachtet, was witterungsbedingt auf die außergewöhnliche Trockenheit des Jahres 2003 zurückzuführen ist.

#### Beurteilung und Ausmaß einzelner Schadursachen
Daten über die Entwicklung der durch Faktoren aller Art verursachten Schäden liegen für die europäischen Länder erst ab etwa 1950 vor. Abschätzbar ist die Menge des dadurch betroffenen Holzes. Der ökonomische Schaden ist sehr schwieriger zu beziffern. Noch wesentlich komplizierter ist eine Bewertung aller Schäden, die am Gesamtwert des Waldes unter Berücksichtigung schwer monetarisierbarer Werte entstanden sind, beispielsweise kultureller Aspekte.
Zur Beurteilung einzelner Ursachen für Waldkrankheiten stehen europaweit insgesamt weniger Daten zur Verfügung, als zur Einschätzung anhand des Kronenzustandes.
Wenn man Russland nicht hinzurechnet, gibt es in Europa etwa 193 Millionen Hektar Wald, auf denen Daten der FAO zufolge jährlich derzeit etwa 500 Millionen Kubikmeter Holz entnommen werden, einschließlich Schadholz. Alleine als Folge natürlicher Ursachen fielen so jedes Jahr im Zeitraum von 1950 bis 2000 durchschnittlich 35 Millionen Kubikmeter Holz an (0,15 % des Holzvorrates in den europäischen Wäldern). Stürme verursachten über die Hälfte dieses Volumens (53 %), Feuer 16 %, Schnee 3 % und andere abiotische Ursachen waren für weitere 5 % ausschlaggebend. Biotische Ursachen wurde in 16 % der Fälle festgestellt, wobei Borkenkäferpopulationen wiederum für die Hälfte dieses Volumens als Ursache genannt wurden. Das übrige Holz konnte keiner dieser Kategorien eindeutig zugeordnet werden.

##### Abiotische Ursachen
Durch die Stürme der 1990er Jahre in Mitteleuropa („Vivian“, „Wiebke“ und „Lothar“) alleine mussten allerdings rund 340 Millionen Kubikmeter Holz aus dem Wald entfernt werden. Der finanzielle Schaden durch „Lothar“ wurde vom Deutschen Forstwirtschaftsrat (DFWR) auf etwa 1 Milliarde Euro taxiert. 2005 verursachte der Orkan Gudrun in Schweden 75 Millionen Kubikmeter Schadholz auf 1,64 Millionen Hektar Wald. Der letzte schwere Orkan in Mitteleuropa war „Kyrill“ am 18. Januar 2007.
Waldbrände sind in Europa ein Phänomen des Mittelmeerraumes (93,6 % aller von Feuer verbrannten Flächen befinden sich dort). Betroffen sind in erster Linie Portugal und Spanien mit beinahe der Hälfte aller Brandflächen. Durchschnittlich gehen in Europa jedes Jahr etwa 178.000 Hektar Wald in Flammen auf. Zu besonders verheerenden Waldbränden kam es 2007 in Griechenland. Die meisten Waldbrände werden nicht wie in natürlichen Systeme von Blitzeinschlägen verursacht, sondern durch Menschen (Unachtsamkeit, Brandstiftung). In Nordamerika brennen jedes Jahr etwa 2 Millionen Hektar Wald, in Russland bis zu 6 Millionen Hektar.

##### Biotische Ursachen
In Europa sind derzeit etwa 2,7 % aller Wälder durch Waldkrankheiten biotischer Art geschädigt. Italien verzeichnet mit etwas über einer Million Hektar die größte so geschädigte Waldfläche aller Staaten. Biotische Schäden durch Insektengradationen (von den Borkenkäfern vor allem der Buchdrucker, außerdem Populationen von Lymantria monacha) wurden in Europa in großem Ausmaß erstmals zwischen 1845 und 1867 beobachtet (Lymantria), als sich eine Epidemie über den Kontinent verbreitete, die insgesamt 135 Millionen Kubikmeter Schadholz verursachte. 1868 kam es zur ersten Borkenkäferkalamität in Tschechien. Weitere nennenswerten Gradationen gab es 1890 in Deutschland, 1920 (wiederum in der Tschechoslowakei), nach dem Zweiten Weltkrieg (als Arbeitskräfte zur Räumung von Sturmflächen fehlten), und zu Ende der 1960er Jahre in verschiedenen zentraleuropäischen Ländern. Zwischen 1990 und 1997 war die letzte große Epidemie in Europa zu verzeichnen. Schäden durch Wild werden in Europa auf 3,1 % aller Waldflächen festgestellt. Die Tendenz deutet auf weitere Zunahmen hin.
In Nordamerika werden jedes Jahr etwa 0,6 Millionen Hektar Wald durch Insektenfraß vernichtet, für Russland belaufen sich staatliche Schätzungen auf mindestens 0,2 Millionen Hektar zerstörten Waldes und knapp 0,9 Millionen Hektar durch biotische Ursachen geschädigte Bestände.

##### Unmittelbare menschliche Ursachen
Durch den Menschen bedingte neuartige Waldschäden traten in Mitteleuropa insbesondere in den 1980er Jahren auf und riefen Ängste um die Zukunft des Waldes in Industrieländern hervor. Der Begriff „Waldsterben“ wurde im deutschen Sprachraum allseits bekannt. Auf größeren Flächen sah man verwüstete Wälder in exponierten Mittelgebirgslagen. Das zeitweise prognostizierte massenhafte Absterben aller Wälder blieb jedoch aus. Die Ursachen sind bis heute nicht gänzlich geklärt, man vermutet aber, dass Schadstoffeinträge einer der Hauptgründe für das Phänomen waren.
Die Immissionen von Luftschadstoffen, besonders von Schwefel, sind inzwischen in Europa stark reduziert worden. Alle Wälder Mitteleuropas sind, unter anderem durch den Kraftfahrverkehr, mit hohen Stickstoffeinträgen belastet. Dies führt zu schnellem Wachstum bei gleichzeitigem Mangel an anderen wichtigen Elementen wie Magnesium, wodurch die Widerstandskraft von Bäumen gegenüber Pathogenen sinkt.
Auch in Deutschland hat sich der Schadstoffausstoß, dem Waldzustandsbericht von 2007 zufolge, mit Berufung auf das Umweltbundesamt, zwischen 1990 und 2005 verringert:
- Schwefeldioxid (SO2): −90 %
- Stickstoffoxide (NOx): −50 %
- Flüchtige Kohlenwasserstoffe (ohne Methan): −65 %
- Ammoniak (NH3): −16 %

Die Belastungen der Wälder durch Ozon (O3) wurden an über der Hälfte der Messstationen überschritten.
„Rauchschäden“ sind lokal begrenzt schon im 19. Jahrhundert bekannt gewesen, und sind vielerorts in Europa beobachtet worden. In Polen betroffen war die Region Kattowitz, auch heute ist Süd- und Südwestpolen stark von Stoffeinträgen beeinflusst. Von den baltischen Staaten hat Lettland die am stärksten geschädigten Wälder. In Russland kommt es zu schweren Schäden auf der Kola-Halbinsel, bei Kemerowo und in Mittelsibirien, sowie bei Bratsk.
Ebenfalls in Russland wurden Schäden am Wald auch durch Radioaktivität im Einzugsbereich von Nuklearanlagen, sowie im Gebiet von Kaluga, Brjansk und weiteren 13 anderen Verwaltungseinheiten als Folge des Reaktorunglücks von Tschernobyl gemeldet. Staatlichen Angaben zufolge sind etwa eine Million Hektar kontaminiert.
Nickelerzverhüttung in Sudbury, Ontaria, Kanada verursachte in den 1970er Jahren in der Region über den Ausstoß von SO2 Sauren Regen und eine Versauerung der Böden, was Wald und auch andere Vegetation absterben ließ. Ab 1978 wurden durch die Regionalverwaltung Böden gekalkt, gedüngt und wieder bepflanzt.